# التقسيم الإداري في بوليفيا

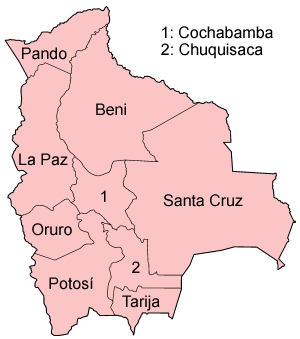

تنقسم دولة بوليفيا إلى :
- 9 إدارات
  - 112 محافظة
    - 337 بلدية
      - 1374 كانتون